# 小金沢福次郎
小金沢 福次郎（こがねざわ ふくじろう、1891年（明治24年）12月13日 - 1944年（昭和19年）7月18日）は、大日本帝国陸軍軍人。最終階級は陸軍少将。功四級。兵科は工兵科。

## 経歴
1891年（明治24年）に群馬県で生まれた。陸軍士官学校第26期卒業。1937年（昭和12年）10月に独立工兵第2連隊長（第10軍直轄）に就任し、日中戦争に出動。1940年（昭和15年）に陸軍工兵学校教官に転じ、1941年（昭和16年）7月に関東軍・第5軍隷下の独立工兵第7連隊長に就任して、8月に陸軍大佐に進級した。1944年（昭和19年）に同部隊は第31軍戦闘序列に編入され、サイパン島に出征。米軍上陸に対し果敢な反撃を加えたが、米軍の圧倒的な攻撃の前に玉砕。7月18日に戦死、任陸軍少将。